# Krupp

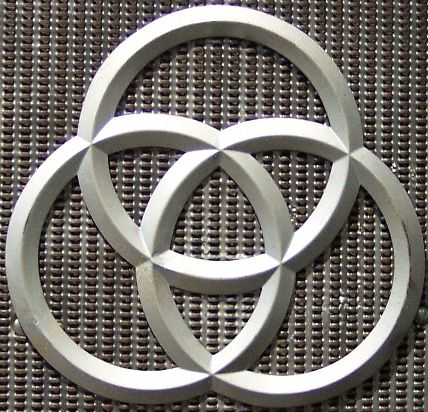
I tre cerchi, marchio della Krupp.

Krupp è una dinastia tedesca originaria di Essen, che divenne famosa per la produzione di acciaio e per le fabbriche di munizioni e armi.
L'azienda di famiglia, meglio nota come Friedrich Krupp AG Hoesch-Krupp, nel 1999 si è fusa con la Thyssen AG dando vita alla ThyssenKrupp, una conglomerata industriale. Krupp, nel lessico tedesco, è diventato sinonimo di forte (in riferimento alla qualità dell'acciaio).

## Storia
Friedrich Krupp (1787-1826) diede il via alle attività siderurgiche della famiglia, costruendo una piccola fonderia di acciaio ad Essen nel 1811. Suo figlio Alfred Krupp (1812-1887), noto come "il Re Cannone" o "Alfredo il Grande", investì pesantemente in nuove tecnologie per diventare un importante costruttore di locomotive e materiale rotabile. Investì anche nelle tecnologie per il raffinamento dei metalli (in particolare nel processo Bessemer) e acquistò molte miniere in Germania e in Francia. Investì in edilizia convenzionata per i suoi lavoratori e diede il via a un programma di assistenza sanitaria e pensione.
La compagnia iniziò a produrre cannoni in acciaio negli anni 1840 - in particolare per gli eserciti di Russia, Impero ottomano e Prussia. La bassa richiesta per la produzione non bellica e i sussidi governativi fecero sì che la compagnia si specializzasse sempre più nelle armi: alla fine degli anni 1860 la produzione di armamenti rappresentava circa il 50% della produzione totale della Krupp. Quando Alfred iniziò, l'azienda aveva cinque dipendenti. Alla sua morte, ventimila persone lavoravano per la Krupp - rendendola la più grande azienda industriale del mondo.
Durante la prima guerra mondiale alcuni criticarono la politica della Krupp di vendita di cannoni alla Triplice intesa, oltre che alle potenze centrali, politica che generò alti profitti (si dice che Ford e GM agirono similarmente durante la seconda guerra mondiale, ma le case madri statunitensi non controllavano le rispettive sussidiarie tedesche durante il conflitto.)
Dopo che Hitler prese il potere in Germania nel 1933, la Krupp divenne il centro del riarmo tedesco. Nel 1943, per ordine speciale di Hitler, la compagnia divenne una holding familiare e Alfried Krupp von Bohlen und Halbach (1907-1967), figlio di Gustav Krupp (1870-1950), ne assunse la gestione. Dopo la sconfitta tedesca, quando Gustav non poté essere processato a causa dell'età avanzata e dello stato di demenza senile, il Tribunale di Norimberga condannò Alfred come criminale di guerra nel cosiddetto "processo Krupp" per l'uso di lavoro schiavistico da parte dell'azienda. Venne condannato a 12 anni di carcere e costretto a vendere il 75% dei suoi averi. Nel 1951, con lo svilupparsi della guerra fredda e dato che nessun acquirente si faceva avanti per rilevare la società, le autorità lo rilasciarono, e nel 1953 riprese il controllo dell'azienda.
Nel 1999 il Gruppo Krupp si fuse con il suo principale concorrente, la Thyssen AG; la compagnia che ne risultò, la ThyssenKrupp, divenne la quinta azienda tedesca per dimensioni e uno dei principali produttori di acciaio al mondo.

## Storia della famiglia

### Gli inizi
La famiglia Krupp appare per la prima volta nelle registrazioni storiche nel 1587, quando Arndt Krupp entrò nella gilda dei mercanti di Essen. Arndt, un commerciante, arrivò in città poco prima di un'epidemia di peste bubbonica e divenne uno degli uomini più benestanti di Essen acquistando le proprietà delle famiglie che erano fuggite dalla pestilenza.
Arndt morì nel 1624. Suo figlio Anton prese in mano gli affari della famiglia; sovraintese ad una grossa impresa di fabbricazione di armi durante la guerra dei trent'anni (1618-1648), dando il via alla lunga associazione della famiglia con la produzione di armamenti.
Nel secolo successivo i Krupp continuarono a prosperare, generazione dopo generazione, diventando la famiglia più potente di Essen e accumulando sempre più proprietà in città. Alla metà del XVIII secolo, Friedrich Jodocus Krupp, pro-pronipote di Arndt, era a capo della famiglia. Nel 1751 egli sposò Helene Amalie Ascherfeld (un'altra dei pro-pronipoti di Arndt); Jodocus morì sei anni dopo, lasciando alla vedova la conduzione degli affari. La Vedova Krupp espanse notevolmente i possedimenti di famiglia nel corso dei decenni, acquisendo un mulino, quote in quattro miniere di carbone, e (nel 1800) una fucina per il ferro situata su un torrente nei pressi di Essen.

### L'epoca di Friedrich
Nel 1807 il progenitore della moderna azienda Krupp, Friedrich Krupp, iniziò la sua carriera commerciale all'età di 19 anni, quando la vedova Krupp lo incaricò di gestire la fucina. Il padre di Friedrich, figlio della vedova, era morto 11 anni prima; da quel momento la vedova aveva istruito il ragazzo al commercio, ed egli sembrò destinato a diventare l'erede della famiglia. Sfortunatamente, Friedrich si rivelò troppo ambizioso per il suo stesso bene, e mandò rapidamente all'aria la fucina. La vedova dovette venderla.
Friedrich continuò a scialacquare i denari di famiglia. Nel 1810 la vedova morì, e in quella che si rivelò una mossa disastrosa, lasciò virtualmente tutte le fortune e le proprietà dei Krupp a Friedrich. Da poco ricco, Friedrich decise di scoprire i segreti dell'acciaio al crogiolo (puddellaggio). Benjamin Huntsman, un orologiaio di Sheffield, aveva inventato un processo per la produzione di acciaio al crogiolo nel 1740, ma i britannici erano riusciti a mantenerlo segreto fino ad allora, costringendo gli altri ad importare il materiale. Ma dopo che la Royal Navy iniziò il suo blocco contro l'impero di Napoleone Bonaparte, l'acciaio britannico non fu più disponibile, e quindi Napoleone offrì un premio di quattromila franchi a chi fosse stato in grado di replicare il processo. E questo premio attirò l'interesse di Friedrich.
Quindi nel 1811 Friedrich fondò la Krupp Gusstahlfabrik. Egli scoprì ben presto comunque, che avrebbe avuto bisogno di una struttura ampia, dotata di una fonte di energia, se voleva avere successo, e così fece costruire un mulino e una fonderia su un ruscello di Essen. Ben presto Friedrich iniziò a versare grandi somme di tempo e denaro nella piccola fabbrica alimentata dal mulino ad acqua, trascurando tutti gli altri affari della famiglia Krupp. Dopo molto lavoro, Friedrich produsse il suo primo acciaio nel 1816.

### L'epoca di Alfred

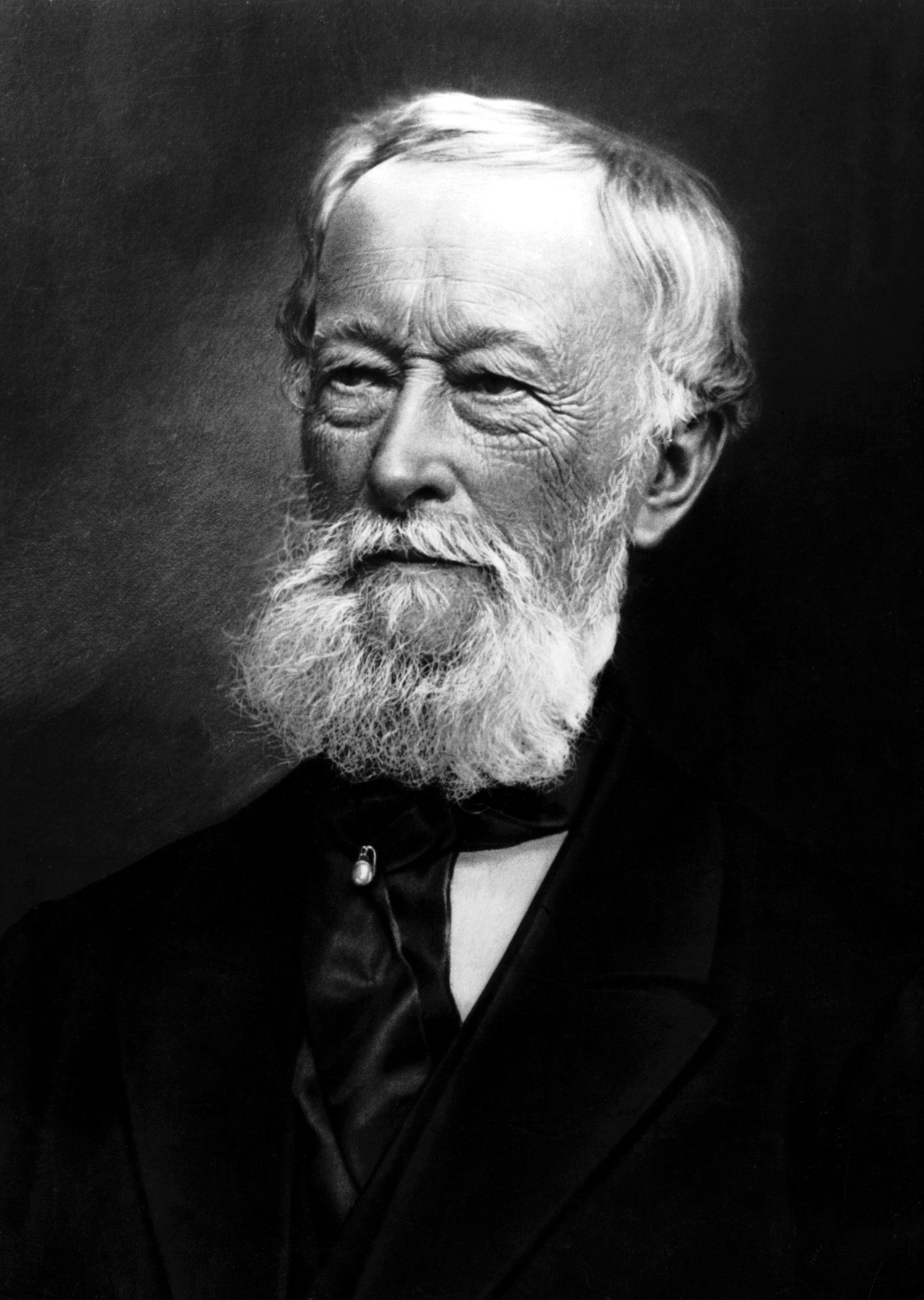
Alfred Krupp

Alfred Krupp (Alfried Felix Alwyn Krupp 26 aprile 1812 – 14 luglio 1887), figlio di Friedrich Carl, nacque ad Essen. La morte di Friedrich, nel 1826, lasciò la sua vedova proprietaria della fonderia. Alfred dovette lasciare la scuola all'età di quattordici anni per prendere la direzione dei lavori. La prospettiva sembrava poco attraente. Il padre aveva speso una considerevole fortuna nel tentativo di produrre grandi blocchi di acciaio fuso: allo scopo di mantenere in funzione la fonderia, la famiglia dovette vivere in estrema frugalità, mentre il giovane direttore lavorava a fianco degli operai di giorno, e proseguiva gli esperimenti del padre di notte. Nei quindici anni successivi, la fonderia guadagnò a malapena i soldi per coprire le paghe degli operai.
Nel 1841 la sua invenzione dello Spoon Rolling Mill fornì ad Alfred denaro sufficiente ad ingrandire la fabbrica e a investire sui blocchi di acciaio fuso. Nel 1847 fabbricò il suo primo cannone in acciaio fuso. Alla Grande Esposizione del 1851 mise in mostra un cannone per proiettili da 2,7 kg fatto completamente in acciaio fuso, e un lingotto d'acciaio privo di difetti del peso di 907 kg, più del doppio di qualsiasi gettata precedente.
L'esibizione di Krupp provocò scalpore nel mondo dell'ingegneria, e la fonderia di Essen divenne improvvisamente famosa. Nel 1851 un'altra invenzione di successo, per la produzione di ruote ferroviarie, diede i suoi frutti, che Alfred Krupp impiegò in parte ad allargare e attrezzare la fabbrica, e in parte al suo progetto da tempo agognato - la costruzione di un cannone a retrocarica in acciaio fuso. Lo stesso Krupp credeva fermamente nella superiorità della retrocarica rispetto all'avancarica, per via della maggiore precisione di tiro e del risparmio di tempo, ma questa visione non venne generalmente accettata in Germania fino a dopo la guerra franco-prussiana, quando Krupp rifornì tutto l'esercito con i suoi pezzi d'artiglieria migliorati. Una volta che la qualità di questo prodotto riscosse riconoscimenti, la fabbrica si sviluppò molto rapidamente. Al momento della morte di Alfred Krupp, nel 1887, essa impiegava 20.200 lavoratori; contando anche quelli degli stabilimenti fuori Essen, i dipendenti erano oltre 75.000.
Krupp fece costruire speciali "colonie" per i dipendenti e le loro famiglie, con parchi, scuole e luoghi di ricreazione, mentre le previdenze per vedove e orfani, e altri schemi mutualistici, assicuravano gli uomini e le loro famiglie contro le ansietà in caso di malattia o morte. Alfred cercò di controllare molti aspetti delle vite dei suoi lavoratori: richiedeva giuramenti di fedeltà, chiedeva ai lavoratori che desideravano fare una pausa di ottenere l'autorizzazione scritta dai loro supervisori, ed emanò dei proclami che dicevano esplicitamente ai suoi operai di non preoccuparsi della politica nazionale.
Convinto reazionario, Alfred proclamò spesso che desiderava vedere "un uomo arrivare e dare il via alla contro-rivoluzione" contro ebrei, socialisti e liberali. Nei suoi momenti più strambi, considerò di assumere egli stesso questo ruolo. William Manchester, suo bisnipote, interpretò queste idee come una profezia esaudita dalla venuta di Hitler.

### L'epoca di Friedrich Alfred Krupp

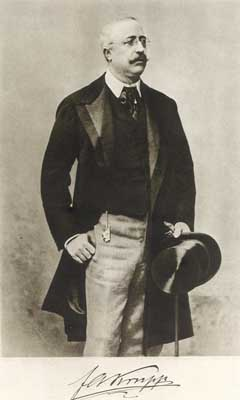
Friedrich Alfred Krupp nel 1900

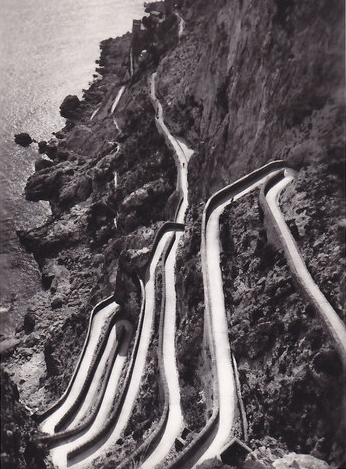
La via Krupp a Capri in una fotografia dei primi del Novecento

Dopo la morte di Alfred nel 1887, il suo unico figlio Friedrich Alfred (17 febbraio 1854 – 22 novembre 1902), portò avanti la fabbrica. Suo padre era stato un uomo duro, noto come "Herr Krupp" fin dalla prima adolescenza. Suo figlio fu "Fritz" per tutta la sua vita, ed era completamente dissimile dal padre in termini di personalità. Fu un filantropo, cosa rara tra i capitani d'industria della Ruhr, anche se parte della sua filantropia andò a sostenere lo studio dell'eugenetica.
Egli comunque possedette un genio industriale, anche se di natura diversa da quello del padre. Fritz fu un maestro dell'abile vendita, e coltivò uno stretto rapporto con il Kaiser, Guglielmo II. Con la gestione di Fritz, gli affari dell'impresa fiorirono sempre più, diffondendosi in tutto il globo. Fu con lui che vennero autorizzati molti nuovi prodotti che avrebbero fatto molto per cambiare il corso della storia. Hiram Maxim piazzò la sua mitragliatrice, e Rudolf Diesel portò il suo nuovo motore ai Krupp perché lo costruissero. Fritz fu quindi il primo a portare i motori diesel all'Europa. Anche il programma che alla fine produsse la flotta di U-Boot tedeschi ebbe inizio durante la sua gestione.
Nel corso della sua vita Fritz si sposò ed ebbe due figlie ed un figlio di nome Arndt, che poi rinunciò all'eredità. Ebbe modo di godersi la vita sull'isola di Capri, dove svolse soprattutto ricerche biologiche marine sul plancton, servendosi del suo panfilo Puritain ancorato a Marina Piccola. A Capri Krupp abitò nel Grand Hotel Quisisana, dove aveva affittato una suite di quattro stanze in attesa che terminassero i lavori di costruzione della sua villa. Fritz inoltre acquistò vari lotti sull'isola, come tutto il vasto terreno situato fra la certosa ed il Castiglione, creandovi un parco, ribattezzato dopo la prima guerra mondiale "Giardini di Augusto", e poi acquistò la "Grotta di frà Felice", da lui ristrutturata in una piccola abitazione di due piani simile a una torretta, oggi fatiscente, raggiungibile tramite un ponticello. Questo luogo divenne un  pied-à-terre dove egli era solito ritrovarsi con gli amici Ignazio Cerio, Edwin Cerio e Vincenzo Cuomo. La costruzione che però più lega il suo nome a Capri è indubbiamente la strada a tornanti arditissimi che porta il suo nome, ovvero la via Krupp, che egli fece costruire sui pendii molto ripidi e scoscesi situati fra i suoi Giardini e la Marina Piccola, strada definita da Roberto Pane "una vera e propria opera d'arte" e che aveva lo scopo di fargli raggiungere più agevolmente il suo panfilo ormeggiato alla Marina Piccola.
Nel 1902, assieme al pittore Christian Wilhelm Allers, venne coinvolto in uno scandalo pederastico, che coinvolgeva dei minori che Fritz si era "procurato" a Capri e fatto trasportare al Bristol Hotel di Berlino. Ne seguirono alcune settimane tumultuose, che terminarono con la morte di Fritz, apparentemente per un attacco di cuore, anche se il suicidio è un motivo più probabile.
Con la morte di Fritz, la figlia Bertha divenne erede dell'impero Krupp.

### L'epoca di Gustav
Gustav Krupp von Bohlen und Halbach (7 agosto 1870 – 16 gennaio 1950), piccolo diplomatico di carriera, non era nato come un Krupp. Fu comunque scelto dal Kaiser Guglielmo II per sposare Bertha Krupp, figlia di Friedrich Alfred. In tale modo la compagnia poté proseguire sotto una guida maschile, e potevano aversi degli eredi. Con il Kaiser come sensale, la coppia convolò a nozze ed ebbe molti figli, tra cui l'ultimo Krupp a portare il titolo di "unico proprietario", Alfried. Gustav fu inizialmente scettico verso Hitler e il nazionalsocialismo, criticando aspramente il figlio Alfried, suo futuro successore, per essersi associato ad essi.
Ma Gustav sperimentò presto una conversione e divenne innamorato del partito a un livello che sua moglie e i suoi sottoposti trovavano bizzarro. Gustav era nondimeno allarmato per l'aggressiva politica estera di Hitler successiva all'accordo di Monaco, ma in quel momento stava soccombendo rapidamente alla senilità e venne in pratica scalzato da Alfried. Venne indiziato al processo di Norimberga, ma mai processato, a causa del suo avanzato stato di demenza.

### L'epoca di Alfried

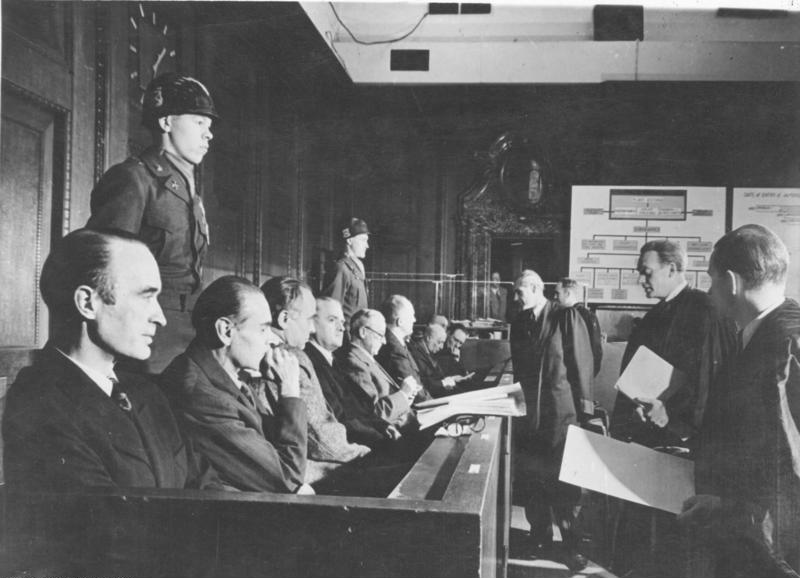
Alfried Krupp al processo di Norimberga con altri imputati

Nato il 13 agosto 1907, e morto in Germania Ovest il 30 luglio 1967, Alfried Krupp, come il padre Gustav, aiutò la Germania nazista a riarmarsi e venne giudicato nel processo Krupp, svoltosi dopo la seconda guerra mondiale a Norimberga, in parallelo con il processo principale. Venne condannato per l'uso e l'abuso del lavoro forzato, segnato da brutalità che i giudici trovarono eccezionali anche per gli standard del nazismo, e per saccheggio commesso nei paesi occupati dalle truppe naziste. Anche tutte le sue proprietà vennero confiscate. La sua condanna venne annullata, assieme a quelle dei suoi coimputati, da John J. McCloy, Alto Commissario della zona di occupazione statunitense, che oggi viene aspramente criticato per la soppressione indiscriminata dei verdetti e delle sentenze riguardanti gli imputati nazisti.
Nel 1953 Alfried Krupp giunse ad un accordo con gli Stati Uniti, il Regno Unito e la Francia riguardo alle proprietà confiscategli in precedenza, che gli vennero così restituite a certe condizioni, una delle quali era che cedesse le sue attività minerarie, cosa che fu portata a termine nel 1959. Capo di tutto il gruppo di famiglia, Alfred morì nel 1967, lasciando tutte le partecipazioni nelle sue società alla Fondazione Alfried Krupp von Bohlen und Halbach.

### L'ultimo erede: Arndt
Arndt von Bohlen und Halbach (24 gennaio 1938 – Monaco di Baviera, 8 marzo 1986) nacque dal primo matrimonio del padre Alfried con Annelise Bahr. Tre anni dopo i genitori divorziarono ed egli crebbe, anche a causa della vicende belliche e dell'incarcerazione del padre, praticamente privo della presenza paterna. Dopo la maturità studiò a Friburgo ed a Monaco di Baviera economia aziendale e diritto. Egli fece varie esperienze nei diversi campi in cui si svolgeva l'attività industriale e finanziaria del gruppo di proprietà paterna, cercando di prepararsi a subentrare per successione alla guida del gruppo Krupp.
La recessione degli anni 1960 mise in una seria crisi finanziaria il padre e lui stesso. Il padre fu costretto a trasformare le sue aziende in società per azioni e rinunciare al loro controllo diretto ed alla sua morte tutte le partecipazioni delle medesime confluirono nella fondazione da lui creata. Arndt dovette rinunciare quindi ad ereditare il complesso aziendale che era stato della famiglia. Egli rinunciò di conseguenza ad un patrimonio di circa 3 miliardi di marchi, ottenendo in cambio un vitalizio di 2 milioni di marchi all'anno. Inoltre ebbe dal patrimonio privato paterno, la proprietà del castello di Blühnbach, della Villa Bled Targui a Marrakech, immobili ad Essen e Sylt, appartamenti a Monaco di Baviera ed a New York più quadri d'autore, conti correnti bancari e altre partecipazioni, la cui amministrazione venne affidata alla banca privata Gossenberg ad Essen.
Egli quindi visse una vita da jet set fra Palm Beach e Marrakech. Si diede anche alla beneficenza, con offerte generose ai poveri delle Filippine e della Thailandia. Grazie alle sue generose offerte per i cattolici libanesi fuggiaschi nella guerra civile libanese fu insignito della croce di cavaliere dell'Ordine patriarcale della Santa Croce di Gerusalemme. Nel 1969 sposò Henriette (Hetti) von Auersperg, figlia di Alois von Auersperg e di Henriette Larisch von Möennich, ma da questo matrimonio non nacquero figli. Nel 1982, a Manila, si convertì al cattolicesimo nonostante la sua provenienza da una famiglia di stretta osservanza protestante evangelica.
Sofferente fin dal 1980 di un tumore alla bocca, morì l'8 marzo 1986, all'età di 48 anni nella clinica universitaria di Monaco di Baviera.

### Tavola genealogica
|                                                                                                 |                                                                                                 |                                |                                |                                                                 |                                                                 | | |                                                                   |                                                                             |                                                                             |                                                                          |                                                                              |                                                                              |                       |                       |                      | | |                                       |                                       |
|                                                                                                 |                                                                                                 |                                |                                |                                                                 |                                                                 | | |                                                                   |                                                                             |                                                                             |                                                                          | Arndt Krupp fl. 1587 †1624                                                   |                                                                              |                       |                       |                      | | |                                       |                                       |
|                                                                                                 |                                                                                                 |                                |                                |                                                                 |                                                                 | | |                                                                   |                                                                             |                                                                             |                                                                          |                                                                              |                                                                              |                       |                       |                      | | |                                       |                                       |
|                                                                                                 |                                                                                                 |                                |                                |                                                                 |                                                                 | | |                                                                   |                                                                             |                                                                             |                                                                          |                                                                              |                                                                              |                       |                       |                      | | |                                       |                                       |
|                                                                                                 |                                                                                                 |                                |                                |                                                                 |                                                                 | | |                                                                   | Anton *1588 †1648                                                           | Anton *1588 †1648                                                           | Georg *1590 †1623                                                        | Georg *1590 †1623                                                            | Catharina *? †?                                                              | Catharina *? †?       | Margaretha *? †?      | Margaretha *? †?     | | |                                       |                                       |
|                                                                                                 |                                                                                                 |                                |                                |                                                                 |                                                                 | | |                                                                   |                                                                             |                                                                             |                                                                          |                                                                              |                                                                              |                       |                       |                      | | |                                       |                                       |
|                                                                                                 |                                                                                                 |                                |                                |                                                                 |                                                                 | | |                                                                   |                                                                             |                                                                             |                                                                          |                                                                              |                                                                              |                       |                       |                      | | |                                       |                                       |
|                                                                                                 |                                                                                                 |                                |                                |                                                                 |                                                                 | | |                                                                   | ?                                                                           | ?                                                                           | Matthias *1621 †1673                                                     | Matthias *1621 †1673                                                         |                                                                              |                       |                       |                      | | |                                       |                                       |
|                                                                                                 |                                                                                                 |                                |                                |                                                                 |                                                                 | | |                                                                   |                                                                             |                                                                             |                                                                          |                                                                              |                                                                              |                       |                       |                      | | |                                       |                                       |
|                                                                                                 |                                                                                                 |                                |                                |                                                                 |                                                                 | | |                                                                   |                                                                             |                                                                             |                                                                          |                                                                              |                                                                              |                       |                       |                      | | |                                       |                                       |
|                                                                                                 |                                                                                                 |                                |                                |                                                                 |                                                                 | | |                                                                   | Bernhard Heinrich *? †?                                                     | Bernhard Heinrich *? †?                                                     | Arnold *1660 †1734 ⚭ Anna Gertrud Burckhardt                             | Arnold *1660 †1734 ⚭ Anna Gertrud Burckhardt                                 |                                                                              |                       |                       |                      | | |                                       |                                       |
|                                                                                                 |                                                                                                 |                                |                                |                                                                 |                                                                 | | |                                                                   |                                                                             |                                                                             |                                                                          |                                                                              |                                                                              |                       |                       |                      | | |                                       |                                       |
|                                                                                                 |                                                                                                 |                                |                                |                                                                 |                                                                 | | |                                                                   |                                                                             |                                                                             |                                                                          |                                                                              |                                                                              |                       |                       |                      | | |                                       |                                       |
|                                                                                                 |                                                                                                 |                                |                                |                                                                 |                                                                 | | |                                                                   | Wilhelm Karl *1710 †1774                                                    | Wilhelm Karl *1710 †1774                                                    | Friedrich Jodocus *1706 †1757 ⚭ Helena Amalia Ascherfeld *1732 †1810     | Friedrich Jodocus *1706 †1757 ⚭ Helena Amalia Ascherfeld *1732 †1810         |                                                                              |                       |                       |                      | | |                                       |                                       |
|                                                                                                 |                                                                                                 |                                |                                |                                                                 |                                                                 | | |                                                                   |                                                                             |                                                                             |                                                                          |                                                                              |                                                                              |                       |                       |                      | | |                                       |                                       |
|                                                                                                 |                                                                                                 |                                |                                |                                                                 |                                                                 | | |                                                                   |                                                                             |                                                                             |                                                                          |                                                                              |                                                                              |                       |                       |                      | | |                                       |                                       |
|                                                                                                 |                                                                                                 |                                |                                |                                                                 |                                                                 | | |                                                                   |                                                                             |                                                                             | Peter Friedrich Wilhelm *1753 †1795 ⚭ Petronella Forsthoff *1757 †1839   |                                                                              |                                                                              |                       |                       |                      | | |                                       |                                       |
|                                                                                                 |                                                                                                 |                                |                                |                                                                 |                                                                 | | |                                                                   |                                                                             |                                                                             |                                                                          |                                                                              |                                                                              |                       |                       |                      | | |                                       |                                       |
|                                                                                                 |                                                                                                 |                                |                                |                                                                 |                                                                 | | |                                                                   |                                                                             |                                                                             |                                                                          |                                                                              |                                                                              |                       |                       |                      | | |                                       |                                       |
|                                                                                                 |                                                                                                 |                                |                                |                                                                 |                                                                 | | |                                                                   |                                                                             |                                                                             | Friedrich Carl *1787 †1826 ⚭ Therese Helena Johanna Wilhelmi *1790 †1850 |                                                                              |                                                                              |                       |                       |                      | | |                                       |                                       |
|                                                                                                 |                                                                                                 |                                |                                |                                                                 |                                                                 | | |                                                                   |                                                                             |                                                                             |                                                                          |                                                                              |                                                                              |                       |                       |                      | | |                                       |                                       |
|                                                                                                 |                                                                                                 |                                |                                |                                                                 |                                                                 | | |                                                                   |                                                                             |                                                                             |                                                                          |                                                                              |                                                                              |                       |                       |                      | | |                                       |                                       |
|                                                                                                 |                                                                                                 |                                |                                |                                                                 |                                                                 | | | Ida *1809 †1882                                                   | Ida *1809 †1882                                                             | Alfried Felix Alwyn *1812 †1887 ⚭ Bertha Eichhoff *1831 †1888               | Alfried Felix Alwyn *1812 †1887 ⚭ Bertha Eichhoff *1831 †1888            | Hermann *1814 †1879                                                          | Hermann *1814 †1879                                                          | Friedrich *1820 †1901 | Friedrich *1820 †1901 |                      | | |                                       |                                       |
|                                                                                                 |                                                                                                 |                                |                                |                                                                 |                                                                 | | |                                                                   |                                                                             |                                                                             |                                                                          |                                                                              |                                                                              |                       |                       |                      | | |                                       |                                       |
|                                                                                                 |                                                                                                 |                                |                                |                                                                 |                                                                 | | |                                                                   |                                                                             |                                                                             |                                                                          |                                                                              |                                                                              |                       |                       |                      | | |                                       |                                       |
|                                                                                                 |                                                                                                 |                                |                                |                                                                 |                                                                 | | |                                                                   |                                                                             | Friedrich Alfred *1854 †1902 ⚭ Margarethe Freiin von Ende *1854 †1931       | Friedrich Alfred *1854 †1902 ⚭ Margarethe Freiin von Ende *1854 †1931    | Arthur *1856 †1938                                                           | Arthur *1856 †1938                                                           |                       |                       |                      | | |                                       |                                       |
|                                                                                                 |                                                                                                 |                                |                                |                                                                 |                                                                 | | |                                                                   |                                                                             |                                                                             |                                                                          |                                                                              |                                                                              |                       |                       |                      | | |                                       |                                       |
|                                                                                                 |                                                                                                 |                                |                                |                                                                 |                                                                 | | |                                                                   |                                                                             |                                                                             |                                                                          |                                                                              |                                                                              |                       |                       |                      | | |                                       |                                       |
|                                                                                                 |                                                                                                 |                                |                                |                                                                 |                                                                 | | |                                                                   | Bertha *1886 †1957 ⚭ (1906) Gustav Krupp von Bohlen und Halbach *1870 †1950 | Bertha *1886 †1957 ⚭ (1906) Gustav Krupp von Bohlen und Halbach *1870 †1950 | Barbara *1887 †1972 ⚭ Tilo von Wilmowsky *1878 †1966                     | Barbara *1887 †1972 ⚭ Tilo von Wilmowsky *1878 †1966                         |                                                                              |                       |                       |                      | | |                                       |                                       |
|                                                                                                 |                                                                                                 |                                |                                |                                                                 |                                                                 | | |                                                                   |                                                                             |                                                                             |                                                                          |                                                                              |                                                                              |                       |                       |                      | | |                                       |                                       |
|                                                                                                 |                                                                                                 |                                |                                |                                                                 |                                                                 | | |                                                                   |                                                                             |                                                                             |                                                                          |                                                                              |                                                                              |                       |                       |                      | | |                                       |                                       |
| Alfried *1907 †1967 1 ⚭ (1937) Annelise Bahr *1909 †1998 2 ⚭ (1952) Vera Hossenfeld *1909 †1967 | Alfried *1907 †1967 1 ⚭ (1937) Annelise Bahr *1909 †1998 2 ⚭ (1952) Vera Hossenfeld *1909 †1967 | Arnold Gustav Hans *1908 †1909 | Arnold Gustav Hans *1908 †1909 | Claus Arthur Arnold *1910 †1940 ⚭ Sita von Medinger *1912 †1997 | Claus Arthur Arnold *1910 †1940 ⚭ Sita von Medinger *1912 †1997 | Irmgard Sophie Margarethe *1912 †1998 1 ⚭ (1938) Johann Freiherr Raitz von Frentz *1906 †1941 2 ∞ (1952) Robert Eilenstein *1920 †1986 | Irmgard Sophie Margarethe *1912 †1998 1 ⚭ (1938) Johann Freiherr Raitz von Frentz *1906 †1941 2 ∞ (1952) Robert Eilenstein *1920 †1986 | Berthold Ernst August *1913 †1987 ⚭ Edith von Maltzan *1919 †2009 | Berthold Ernst August *1913 †1987 ⚭ Edith von Maltzan *1919 †2009           |                                                                             |                                                                          | Harald Georg Wilhelm *1916 †1983 ⚭(1960) Doerte von Hillringhaus *1934 †2002 | Harald Georg Wilhelm *1916 †1983 ⚭(1960) Doerte von Hillringhaus *1934 †2002 |                       |                       |                      | Waldtraut Elisabeth Mechthild *1920 †2005 1 ⚭ (1942) Henry Stephan Thomas *1912 †? 2 ⚭ (1961) Walter Burckhardt *1908 †? | Waldtraut Elisabeth Mechthild *1920 †2005 1 ⚭ (1942) Henry Stephan Thomas *1912 †? 2 ⚭ (1961) Walter Burckhardt *1908 †? | Eckbert Wolfgang Eberhard *1922 †1945 | Eckbert Wolfgang Eberhard *1922 †1945 |
|                                                                                                 |                                                                                                 |                                |                                |                                                                 |                                                                 | | |                                                                   |                                                                             |                                                                             |                                                                          |                                                                              |                                                                              |                       |                       |                      | | |                                       |                                       |
|                                                                                                 |                                                                                                 |                                |                                |                                                                 |                                                                 | | |                                                                   |                                                                             |                                                                             |                                                                          |                                                                              |                                                                              |                       |                       |                      | | |                                       |                                       |
| Arndt *1938 †1986 ⚭ (1969) Henriette von Auersperg *1933 †2019                                  | Arndt *1938 †1986 ⚭ (1969) Henriette von Auersperg *1933 †2019                                  |                                |                                | Arnold * 1939                                                   | Arnold * 1939                                                   | | | Eckbert * 1956                                                    | Eckbert * 1956                                                              | Friedrich * 1962                                                            | Friedrich * 1962                                                         | Georg * 1963                                                                 | Georg * 1963                                                                 | Sophie * 1966         | Sophie * 1966         | 1 Diana Maria * 1944 | 1 Diana Maria * 1944 | 1 Regina *1945 | 1 Regina *1945                        |                                       |

## Ruolo giocato in importanti eventi storici

### Prima guerra mondiale

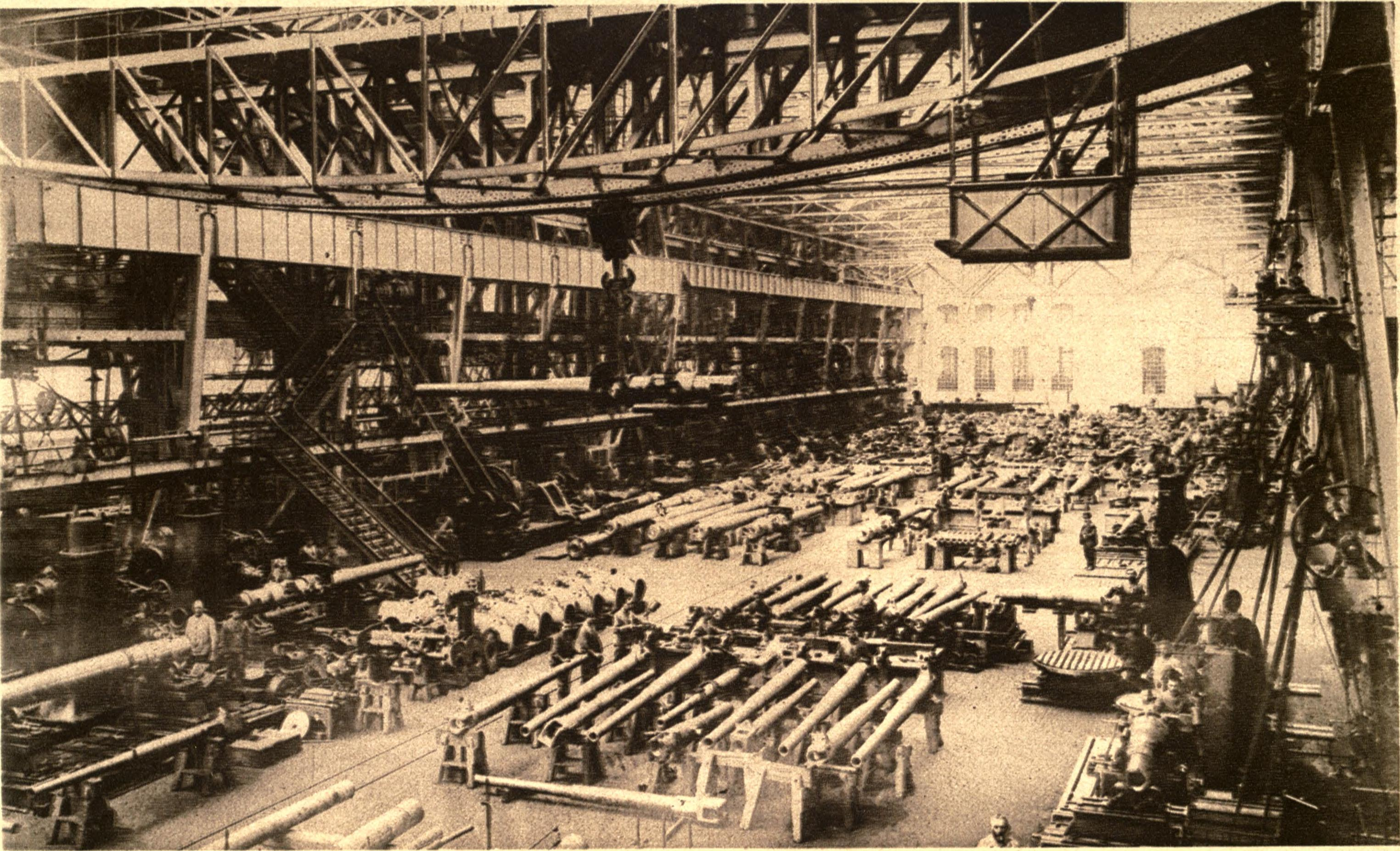
La fabbrica di cannoni Krupp durante la I guerra mondiale

Nell'agosto 1914 la Krupp aveva segretamente sviluppato un tipo di mortai da 420 mm, i più grandi pezzi di artiglieria da campo disponibili. Questi enormi cannoni, soprannominati Grandi Berta, sparavano proiettili da 900 kg fino a 12 km di distanza, e furono determinanti negli assedi, durante le prime fasi della guerra, alle fortezze di Liegi, Charleroi e Anversa, che si ritenevano inespugnabili, ma che furono facilmente conquistate proprio con l'aiuto di queste nuove artiglierie; consentendo all'esercito tedesco di passare in Francia in esecuzione del piano Schlieffen.
Successivamente le Grandi Berta furono determinanti negli attacchi tedeschi a Verdun e Ypres, dove demolirono letteralmente le fortezze nemiche. Fra 1917 e 1918 la Krupp costruì il cosiddetto Parisgeschütz, in grado di colpire la capitale francese da 120 chilometri di distanza.

### Seconda guerra mondiale
La Krupp produsse carri armati, cannoni, munizioni e armamenti per l'esercito tedesco. La compagnia fu anche responsabile dello spostamento degli stabilimenti dai territori della Germania occupati dagli Alleati verso la fine della guerra.
Negli anni 1930 la Krupp sviluppò due cannoni ferroviari da 80 cm, gli Schwerer Gustav e i Dora. Si trattò dei più grossi pezzi di artiglieria mai schierati da un esercito in tempo di guerra, e pesavano circa 1.344 tonnellate. Potevano sparare un proiettile da 7 tonnellate ad una distanza di 37 chilometri. Si dimostrarono comunque estremamente imprecisi a Sebastopoli, durante il prolungato bombardamento della città, e furono più un pesante onere logistico che una risorsa dell'artiglieria, guadagnandosi la condanna delle truppe.
Più cruciale per le operazioni militari tedesche fu lo sviluppo da parte della Krupp del famoso cannone antiaereo da 88 mm, arma dalla nota efficacia che divenne anche un cannone anticarro e un cannone per carri armati. Nel 1940-41 la Krupp acquisì il controllo dell'armatore tedesco Deutsche Schiff- und Maschinenbau AG (Deschimag), con sede a Brema.